# César Fawcett
César Augusto Fawcett Lébolo (Barranquilla, Atlántico, 12 de agosto de 1984) es un exfutbolista colombiano de ascendencia inglesa e italiana. Jugaba como defensa lateral y se retiró en Uniautónoma de Colombia.

## Trayectoria
Comenzó su carrera profesional en el Junior. En este equipo ha tenido un paso importante, siendo convocado a selección Colombia Sub-20 en varias ocasiones. También con Junior conquistó 3 subcampeonatos colombianos (2009-I , 2003-I) y 2014-I y los títulos en los torneos 2004-II, 2010-I, y 2011-II. También jugó un par de temporadas en el Santa Fe y un semestre en el Real Cartagena, equipos en donde no logró asentarse con la titularidad permanente. Tuvo un fugaz paso en el 2003 por Rosario Central de Argentina a pedido de Miguel Russo.

## Selección Colombia
Jugó varios partidos con la Selección de fútbol de Colombia Sub-20.

### Participaciones en Copas del Mundo
| Mundial                     | Sede                   | Resultado    | Partidos | Goles |
| --------------------------- | ---------------------- | ------------ | -------- | ----- |
| Copa Mundial Sub-20 de 2003 | Emiratos Árabes Unidos | Tercer lugar | 7        | 0     |

## Clubes
| Club              | País      | Año         |
| ----------------- | --------- | ----------- |
| Junior            | Colombia  | 2002 - 2004 |
| Rosario Central   | Argentina | 2005        |
| Real Cartagena    | Colombia  | 2005        |
| Junior            | Colombia  | 2005        |
| Santa Fe          | Colombia  | 2006        |
| Deportivo Pereira | Colombia  | 2007        |
| Junior            | Colombia  | 2007 - 2014 |
| Uniautónoma       | Colombia  | 2015        |

## Palmarés

### Campeonatos nacionales
| Título              | Club   | País     | Año  |
| ------------------- | ------ | -------- | ---- |
| Torneo Finalización | Junior | Colombia | 2004 |
| Torneo Apertura     | Junior | Colombia | 2010 |
| Torneo Finalización | Junior | Colombia | 2011 |